# Тихая ночь, смертельная ночь 2
«Тихая ночь, смертельная ночь 2» (англ. Silent Night, Deadly Night Part 2) — американский слэшер режиссёра Ли Гарри. Сиквел фильма Чарльза Селлера-младшего «Тихая ночь, смертельная ночь» 1984 года.

## Сюжет
Сиквел начинается в канун Рождества. Рикки Колдуэлл, младший брат убийцы Билли Чэпмена из первого фильма и сам убийца, содержащийся в психиатрической больнице для судебно-психиатрической экспертизы и в ожидании суда, беседует с психиатром Генри Блумом, причём флешбэки (перемонтированные из материалов первого фильма «Тихая ночь, смертельная ночь») демонстрируют большее участие Рикки в действиях Билли, чем было показано в исходном фильме.
Рикки продолжает рассказывать свою собственную историю после смерти брата: он был усыновлён и получил хорошее воспитание, однако его психологическая травма не исчезла. После смерти приёмного отца Рикки теряет контроль над собой и совершает несколько убийств. У Рикки возникает шанс вернуться к нормальному состоянию, когда он начинает встречаться с Дженнифер Статсон, однако перепалка с Чипом, бывшим парнем Дженнифер вновь выводит его из себя. Он убивает Чипа электротоком прямо на глазах у Дженнифер, используя джампер-кабели от машины, и душит саму Дженнифер автомобильной антенной. Выхватив у ставшего свидетелем этому охранника пистолет, Рикки убивает охранника и ещё нескольких человек, после чего пытается застрелиться сам, но терпит неудачу и вскоре оказывается арестован полицией.
Покончив со своим рассказом, Рикки убивает психиатра и сбегает из психиатрической лечебницы. Убив «Санта-Клауса» Армии Спасения, Рикки пользуется костюмом жертвы, чтобы добраться до монахини, когда-то наказывавшей их в приюте, и обезглавить её. Прибывшие по тревоге полицейские расстреливают его из пистолетов, однако когда они отвлекаются от его тела, чтобы успокоить другую монахиню, Рикки открывает глаза и ухмыляется.

## В ролях
- Эрик Фриман[англ.] — Рикки Колдуэлл
  - Даррел Гильбо[англ.] — Рикки в 15 лет
  - Брайен Хенли — Рикки в 10 лет
- Джеймс Ньюман — психиатр Генри Блум
- Элизабет Кайтан — Дженнифер
- Кен Вайхерт — Чип
- Джин Миллер — мать-настоятельница
  - Лилиан Шовен — мать-настоятельница в воспоминаниях Рикки
- Коррин Джельфан — мисс Розенберг
- Майкл Комбатти — мистер Розенберг

## Съёмочная группа
- Компания производства: Silent Night Releasing Corporation
- Продюсеры: Лоуренс Аппелбаум, Джозеф Х. Эрл, Эрик А. Гейдж
- Режиссёр и монтажёр: Ли Гарри
- Авторы сценария: Ли Гарри, Джозеф Х. Эрл, Лоуренс Аппелбаум, Деннис Паттерсон (собственно сценарий), Майкл Хикки и Пол Кайми (персонажи)
- Оператор: Харви Дженкинс
- Композитор: Майкл Армстронг

## Реакция на фильм
Состоя, по крайней мере, наполовину из перемонтированных материалов первого фильма, данный фильм провалился в прокате и получил преимущественно негативные отзывы от критиков, однако получил культовый статус среди поклонников жанра.